# Patricia Aulitzky

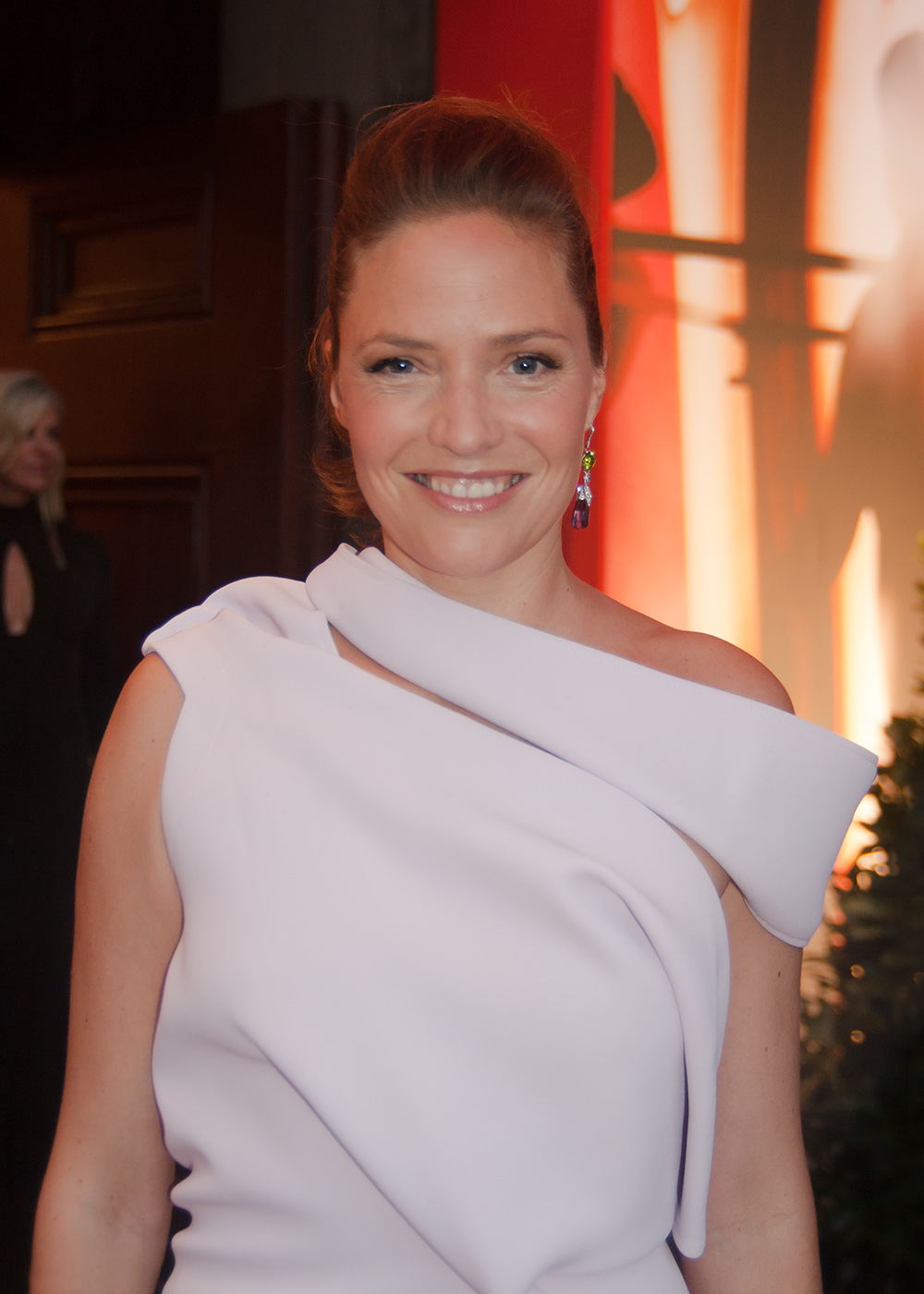
Patricia Aulitzky (2017)

Patricia Aulitzky (* 7. Juli 1979 in Salzburg) ist eine österreichische Schauspielerin.

## Leben
Patricia Aulitzky wurde 1979 in Salzburg geboren. Über Kanada und Südamerika kam sie nach London, wo sie ihre Leidenschaft für Schauspiel und Gesang entwickelte. Sie studierte vier Jahre an den renommierten Performing Arts Studios in Wien und legte ihre Prüfung 2003 vor der paritätischen Bühnenkommission mit Erfolg ab. Im selben Jahr spielte sie bereits die Titelrolle in dem Hit Das Mädchen Rosemarie am Capitol Theater in Düsseldorf. Dem Theater ist sie bis heute treu geblieben, regelmäßig ist sie in Salzburg, Wien, München oder Frankfurt auf der Bühne zu sehen.
Ihre erste Kinorolle spielte Patricia Aulitzky in dem Film Shoppen (2006, Regie: Ralf Westhoff), der Durchbruch gelang ihr zwei Jahre später mit der weiblichen Hauptrolle in dem Kinohit Falco – Verdammt, wir leben noch! (2008) unter der Regie von Thomas Roth. Es folgten unterschiedliche Arbeiten in Film und Fernsehen, unter anderem mit Regisseurin Sabine Derflinger in Zwischen Tag und Nacht (2009), Regisseur Michael Schneider in Die Tote ohne Alibi (2011) und Das Ende der Saison (2014), mit Nikolai Müllerschön als Tochter von Senta Berger in Almuth & Rita (2013). 2013 drehte sie mit Regisseur Urs Egger Die Seelen im Feuer, der auf dem Filmfest München 2014 im Wettbewerb um den Bernd Burgemeister Fernsehpreis zu sehen war, und mit Regisseur Andreas Prochaska neben Heino Ferch in Spuren des Bösen (Emmy Award 2014). 2015 folgte die britisch-deutsche Kinokoproduktion Remainder von Regisseur Omer Fast und der Experimentalfilm Prisoner of Vision von der Künstlerin Gerda Leopold.
2015 übernahm sie die Titelrolle in der ZDF-Fernsehfilmreihe Lena Lorenz. Im April 2018 gab Aulitzky bekannt, die Fernsehreihe auf eigenen Wunsch zu verlassen und ab Mai 2018 nicht mehr an der Serie mitzuwirken. Insgesamt stand sie in 14 Folgen als Hauptfigur „Lena Lorenz“ vor der Kamera. In der zwölften Folge Die letzte Reise der ORF/ZDF-Fernsehreihe Die Toten von Salzburg verstärkte sie als Zielfahnderin Ludovika „Lu“ Frey das Salzburger Ermittler-Team.
Patricia Aulitzky lebt in Berlin und in Wien. Ende 2018 wurde sie Mutter eines Sohnes.

## Filmografie (Auswahl)
- 2005: Ausgerechnet Weihnachten (Fernsehfilm)
- 2006: Shoppen
- 2007: Alles außer Sex – Vivian Steiner (2 Folgen)
- 2007: Weißt was geil wär…?! – Billie
- 2007: Schnell ermittelt – Valerie Lesky
- 2008: Falco – Verdammt, wir leben noch!
- 2008, 2010: SOKO 5113
- 2008: Der Kaiser von Schexing – Ein schöner Abend (Pilot-Doppelfolge)
- 2008: Ein Fall für zwei – Falsche Fährte
- 2008: Die Rosenheim-Cops – Tut Harry Norden morden?
- 2009: Geld.Macht.Liebe – Silke Hasselberg (6 Folgen)
- 2009: SOKO Donau – Der große Bruder
- 2009: Rosamunde Pilcher – Wiedersehen in Rose Abbey
- 2010: Tag und Nacht – Klara
- 2011: Die Tänzerin – Lebe deinen Traum
- 2011: Der Bergdoktor – Männer und Frauen
- 2011: Die Abstauber (ORF-Fernsehfilm)
- 2011: Hubert und Staller – Der Sturz des Königs
- 2012: SOKO Kitzbühel – Der falsche Kiefer
- 2012: Die Tote ohne Alibi
- 2012: Die Chefin – Verstrickung
- 2012: Es kommt noch dicker – Kinder
- 2013: Spuren des Bösen – Zauberberg
- 2013: Nicht ohne meinen Enkel
- 2014: Almuth und Rita
- 2015: Block B – Unter Arrest – Ariane Dellbrück (10 Folgen)
- 2015: Engel unter Wasser – Ein Nordseekrimi
- 2015–2018: Lena Lorenz (ZDF-Fernsehfilm-Reihe, 14 Folgen)
- 2016: Karussell
- 2016: Pregau – Kein Weg zurück – Edith Rieder (4 Folgen)
- 2016: SOKO Donau – Wir sind viele
- 2016: Angriff der Lederhosenzombies
- 2016: Landkrimi – Drachenjungfrau
- 2017: Die beste aller Welten
- 2017: Trakehnerblut – Das Vermächtnis 2
- seit 2018: Blind ermittelt (Fernsehreihe)
  - 2018: Die toten Mädchen von Wien
  - 2019: Blutsbande (Alternativtitel: Die verlorenen Seelen von Wien)
  - 2019: Das Haus der Lügen (Alternativtitel: Der Feuerteufel von Wien)
  - 2020: Zerstörte Träume
  - 2021: Endstation Zentralfriedhof
- 2018: Ihr seid natürlich eingeladen
- 2019: Ein Sommer in Salamanca (Fernsehfilm)
- 2020: Letzte Spur Berlin – Schuld
- 2020: Landkrimi – Das Mädchen aus dem Bergsee (Fernsehreihe)
- 2020: Das Glück ist ein Vogerl (Fernsehfilm)
- 2022: Jeanny – Das 5. Mädchen (Fernsehfilm)
- 2022: Kalt (Drama)
- 2022: Die Toten von Salzburg – Schattenspiel (Fernsehreihe)
- 2023: Landkrimi – Der Tote in der Schlucht (Fernsehreihe)
- 2024: Der Geier – Die Tote mit dem falschen Leben
- 2025: Der Geier – Freund oder Feind